# Dominion (spel)
Dominion är ett kortspel för 2-4 spelare där man ska bygga kortleken man spelar med under spelets gång; spelstilen och byggandet liknar det hos samlarkortspel. Spelet är konstruerat av Donald X. Vaccarino och utgivet av bland annat Rio Grande Games. Det lanserades på flera språk under spelmässan Spiel i Essen år 2008 där det röstades fram som det bästa spelet i Fairplays omröstning. Inom två månader från sin lansering var spelet rankat topp-10 hos Board Game Geek och 2009 vann spelet de prestigefyllda utmärkelserna Spiel des Jahres och Deutscher Spiele Preis.

## Utrustning
Spelet innehåller 500 kort som är uppdelade i fyra typer, i sig indelade i totalt 32 olika kort:
- Skattkort (koppar, silver och guld, värda ett, två respektive tre mynt)
- Poängkort (värda ett, tre och sex poäng)
- Förbannelsekort (värda minus ett poäng)
- 25 olika kungarike-kort (oftast tio av varje typ)

Alla kungarikekorten, bortsett från ett fåtal undantag, är händelsekort som kan spelas ut från en spelares hand för att utföra vissa handlingar.
Spellådan innehåller fack för att hålla de olika korten separerade i högar.

## Spelprincip
I varje spelomgång väljs tio av de 25 kungarikekorten ut, och man spelar inte med de andra 15. Valet av kort att spela med kan göras enligt fördefinierade rekommendationer (till exempel för första gången man spelar spelet) eller helt slumpmässigt, vilket ger möjlighet till 3.268.760 olika kortuppsättningar och varierande spel.
Alla skattkort, poängkort och de tio utvalda typerna av kungarikekorten läggs ut i separata högar på bordet (med framsidan uppåt); dessa kort kallas för utbudet och spelarna kan senare köpa dessa när de har råd eller erhålla dem genom att spela vissa händelsekort. Iordningställandet fortsätter sedan med att varje spelare får varsin identisk kortlek, som från början innehåller sju kopparkort och tre en-poängskort. Spelarna blandar sina lekar och drar fem kort vardera.
Varje spelares tur innehåller tre faser:
- Händelsefasen. Om spelaren har något händelsekort så kan den nu spela ut det från handen. Typiska effekter av ett händelsekort är att få dra fler kort, bli tillåten att spela ut fler händelsekort (annars får man bara spela ut ett händelsekort per tur) eller få möjligheten att köpa flera kort i köpfasen. När spelaren inte kan eller inte vill spela ut fler händelsekort gås det vidare till köpfasen.
- Köpfasen. Spelaren får nu köpa ett kort från utbudet genom att spela ut skattkort från sin hand. Om spelaren spelat händelsekort som gett flera köp så kan flera kort köpas ur utbudet. Alla kort som köps hamnar i spelarens kasthög.
- Upprensning. Spelar sakar alla utspelade kort och de som fortfarande är kvar på handen, de hamnar i kasthögen, och drar sedan fem nya kort från sin lek. Efter upprensningen går turen vidare till nästa spelare.

Om en spelare någon gång ska dra kort ur en tömd lek, så blandar spelaren sin kasthög som blir spelarens nya lek. Kort som tidigare hamnat i kasthögen kommer på detta sätt tillbaka och blir användbara när spelaren sedan drar dem ur leken.
Spelet tar slut antingen när alla sex-poängskort blivit uppköpta eller när tre olika korttyper har tagit slut. Just efter att något av dessa kriterier inträffat tar spelarna alla sina kort i sin lek, sin kasthög och sin hand och räknar sina poäng för att bestämma vinnaren.
På detta sätt försöker man bygga upp en effektiv lek för att kunna ha så många poäng i slutet av spelet som möjligt. Att skaffa eller ha många poängkort i början av spelet kan vara en taktisk miss eftersom man inte kan använda dem till någonting. Att effektivisera leken kan innebära att rensa den från sämre kort för att öka sannolikheten att man drar bättre kort ur sin lek.

## Utveckling
Under utvecklingen av Dominion kallades det från början för Castle builder och senare för Game X.

## Mottagande
Dominion har vunnit flera utmärkelser:
2008
- Meeples' Choice Award

2009
- Spiel des Jahres
- Deutscher Spiele Preis, årets spel
- Mensa Select
- Golden Geek Award (Årets spel & Årets kortspel)
- Diana Jones Award, för "Excellence in Gaming"
- Origins Award, bästa kortspelet
- Japan brädspelspris (日本ボードゲーム大賞), årets spel
- Spiel der Herzen, årets spel
- Dice Tower Gaming Awards, årets bästa spel
- Games 100, bästa familjestrategispelet
- Guldbrikken (Danmark), årets jurypris
- FAIRPLAY Magazine, A la carte, årets kortspel
- Hra Roku (Tjeckien),årets spel
- J.U.G.
- Lucca Games Best of Show (Italien), bästa kortspelet
- Ludoteca Ideale, årets spel
- Vuoden aikuistenpeli, årets vuxenspel

## Utgivningar
2008 gavs originalspelet Dominion ut. 2009 släpptes den fristående expansionen Dominion: Intrigue som kan spelas som ett eget spel eller som en expansion till originalspelet. Intrigue innehåller 25 nya kungarikekort. Dominon: Seaside gavs också ut 2009 och är en expansion som kan spelas med originalspelet eller Intrigue. Denna expansion innehåller 25 nya kungarikekort som bland annat påverkar spelarens nästa tur. 2010 gavs den lilla expansionen Dominion: Alchemy ut, och den kan likt Seaside spelas med någon av de två fristående versionerna. Den innehåller 12 kungarikekort. Senare under 2010 kom den tredje fullstorleksexpansionen Dominion: Prosperity, vilken förutom nya kungarikekort innehåller nya typer av skattkort. En till mindre expansion, Dominion: Cornucopia, släpptes år 2011. Ytterligare en fullstorleksexpansion, Dominion: Hinterlands, släpptes i förväg under SPIEL '11 i Essen och nådde allmänheten den 17 november 2011. 
De expansioner som har släppts är:
- Dominion: Intrigue, 2009 (fristående expansion)
- Dominion: Seaside, 2009
- Dominion: Alchemy, 2010
- Dominion: Prosperity, 2010
- Dominion: Cornucopia, 2011
- Dominion: Hinterlands, 2011
- Dominion: Dark Ages, 2012
- Dominion: Guilds, 2013
- Dominion: Adventures, 2015
- Dominion: Empires, 2016
- Dominion: Intrigue (2nd edition), 2016
- Dominion: Nocturne, 2017

Utöver dessa expansioner har det givits ut enstaka kampanjkort som man kan lägga till i spelandet:
- Dominion: Black Market (2009), ett kungarikekort
- Dominion: Envoy (2009), ett kungarikekort
- Dominion: Stash (2010), ett kungarikekort
- Dominion: Walled Village (2011), ett kungarikekort
- Dominion: Governor (2011), ett kungarikekort

Kungarikekorten kan läggas ihop för att bilda en uppsättning om totalt 130 kort att välja tio stycken ur till varje spel.
Dominion har även getts ut under de lokaliserade namnen:
- Dominion - Valtakunta
- Dominion - Ο κυρίαρχος
- Dominion: Rozdarte Królestwo
- 皇舆争霸
- 皇輿爭霸
- 도미니언